# Боргата Рела (Кунео)
Боргата Рела је насеље у Италији у округу Кунео, региону Пијемонт.
Према процени из 2011. у насељу је живело 100 становника. Насеље се налази на надморској висини од 621 м.